# Межконфессиональный брак
Межконфессиональный брак — это брак, в котором супруги принадлежат к различным религиям. Поскольку в основных авраамических религиях (иудаизм, христианство, ислам) вступление в брак с иноверцем либо не рекомендуется, либо прямо запрещено, случаи заключения межконфессиональных браков по религиозным канонам редки.
В межконфессиональных семьях нередки межрелигиозные конфликты, в том числе, связанные с проблемой определения религиозной принадлежности детей.

## Иудаизм

### Ортодоксальный иудаизм
В ортодоксальном иудаизме браки евреев с неевреями запрещены. Ребёнок еврея от матери-нееврейки не считается евреем. Ребёнок еврейки от отца-нееврея, в соответствии с Галахой, безусловно считается евреем, но подобная ситуация оценивается как проблемная с точки зрения семейной жизни и дальнейшей самоидентификации ребёнка. 
Если еврей-мужчина в смешанном браке прежде всего лишается своего еврейского потомства, то еврейка разрушает свой потенциал к полноценному семейному счастью, что тоже находит свое проявление в жизни рожденных в смешанном бракеРаввин Михаэль Кориц (Хабад)
Средневековый комментатор священных текстов Раши рекомендовал ребёнку еврейки от отца-нееврея проходить гиюр; большинство современных ортодоксальных раввинов не разделяют эту крайнюю позицию.

### Реформистские течения иудаизма
Отношение реформистских течений иудаизма (реформистского, консервативного, реконструктивистского, гуманистического) к смешанным бракам варьируется в диапазоне от отказа проводить еврейскую свадьбу (реформистское течение иудаизма в Израиле) до компромиссных решений или даже полного принятия смешанных браков (гуманистический иудаизм).

## Христианство
В православии межконфессиональные браки прямо запрещены Церковным Каноном, и считаются крайне нежелательными.
72-е правило VI-го Вселенского Собора (или Трулльского), которое гласит: «Недостойно мужу православному с женою еретическою браком совокупляться, ни православной жене с мужем еретиком сочетаваться. Аще же усмотрено будет нечто таковое, соделанное кем-либо: брак почитать не твердым, и незаконное сожитие расторгать. Ибо не подабает смешивать несмешаемое, ни совокуплять с овцою волка, и с частью Христовою жребий грешников. Аще же кто постановленное нами преступит: да будет отлучен. Но аще некоторые, будучи еще в неверии, и не быв причтены к стаду православных, сочеталися между собою законным браком: потом один из них избрав благое, прибегнул ко свету истины, а другой остался во узах заблуждения, не желая воззреть на Божественные лучи, и аще при том неверной жене угодно сожительствовать с мужем верным, или напротив мужу неверному с женою верною: то да не разлучаются, по Божественному Апостолу: святится муж неверен от жены, и святится жена неверная от мужа (1 Кор. 7:14).»
Церковь и сегодня не освящает венчанием браки, заключенные между православными и нехристианами, одновременно признавая таковые в качестве законных и не считая пребывающих в них находящимися в блудном сожительстве.Основы социальной концепции Русской православной церкви Глава Х. Вопросы личной, семейной и общественной нравственности.
Впрочем, по мнению пресс-секретаря Пятигорской и Черкесской епархии протоиерея Михаила Самохина, «такие браки являются редкостью среди людей, которые верят и ходят в храм, чаще такие браки заключают люди, которые лишь номинально относятся к той либо иной религии».

## Ислам
Права мужчин и женщин в исламском каноне различны. Мусульманкам запрещено выходить замуж за иноверцев. Этот запрет косвенно упомянут в Коране и не подвергается сомнению большинством исламских богословов.
Коран запрещает мусульманкам выходить замуж за немусульманина. Мужчинам-мусульманам запрещено (харам) жениться на язычнице или неверующей женщине (атеистке, агностике) и разрешено, но нежелательно (макрух танзих) жениться на христианках или иудейках. Нежелательность брака с женщинами из категории «людей Писания» в немусульманской стране вообще граничит с полным запретом (макрух тахрим).
Если мусульманин всё же решил жениться на немусульманке, то исламские богословы советуют «при этом родителям жениха следует обращать внимание на религиозные убеждения своего сына, и если он в этом отношении слаб и есть опасность, что он или его дети выйдут из лона ислама, то такой брак допускать нельзя». В ноябре 2019 года совет улемов Духовного управления мусульман запретил мусульманам жениться на немусульманках.
Коранический аят накладывает неоспоримый запрет на замужество или женитьбу с язычниками и всеми теми, кто подпадает под эту категорию: Не женитесь на язычницах, пока они не уверуют. Лучше рабыня, но верующая, чем [свободная] язычница, пусть даже очень привлекательная и вызывающая у вас симпатию. И не выдавайте замуж [мусульманок] за язычников, пока те не уверуют. Лучше [в вопросе замужества] раб, но верующий, чем [свободный] язычник, пусть даже приглянувшийся вам»Совет улемов духовного управления мусульман России